# Daniel Chust Peters
Daniel Chust Peters (São Paulo, Brasil, 1965) és un artista resident a Barcelona.
En la seva obra, reprodueix el seu taller en maquetes a escala, transformant-lo en un hivernacle, una casa de nines o una gàbia d'ocells a partir dels materials més diversos, i convida a l'espectador a interaccionar amb l'espai, fent més estreta la relació entre l'artista i el públic.
Del 30 de novembre de 2001 al 13 de gener de 2002 la seva exposició Gira-sol, inclosa en el cicle Homo Ludens. L'art en joc, va estar oberta al públic a l'Espai 13 de la Fundació Joan Miró de Barcelona, on va presentar una trentena de maquetes del seu estudi.